# عین حدید
عین حدید (به عربی: عین الحدید) یک شهرداری در الجزایر است که در استان تیارت واقع شده‌است.